# Zaza Pačulija
Zaza Pačulija, (gruzijski: ზაზა ფაჩულია; Tbilisi, Gruzija, 10. veljače 1984.), rođen kao Zaur Pačulija, gruzijski je profesionalni košarkaš. Igra na poziciji centra, a može igrati i krilnog centra. Trenutačno je član NBA momčadi Golden State Warriorsa. Izabran je u 2. krugu (42. ukupno) NBA drafta 2003. od strane Orlando Magica.

## Rana karijera
Pačulija je bio vrlo uspješan mladi košarkaš u Gruziji. Već u 13. godini bio je visok 2,04 m. Kao tinejdžer privukao je pozornost turskog Ülkerspora te je ubrzo postao i njihovim članom. Uskoro je postao i član gruzijske košarkaške reprezentacije te je reprezentaciju predvodio do pobjeda protiv drugih istočnoeuropskih suparnika, kao što su Bugarska i Bjelorusija.

## NBA karijera
Nakon što se dokazao u Ülkersporu, Pačulija se odlučio prijaviti na NBA draft. Izabran je kao 42. izbor NBA drafta 2003. od strane Orlando Magica. U dresu Orlanda zadržao se jednu sezonu te je nakon završetka sezona 2003./04. mijenjan u Milwaukee Buckse. U prvoj sezoni u dresu Bucksa, Pačulija je, ulazeći s klupe, prosječno postizao 6.2 poena i 5.1 skokova po utakmici. 11. kolovoza 2005. Pačulija je, kao slobodan igrač, potpisao za Atlanta Hawkse te je ubrzo postao startni centar momčadi. U sezoni 2005./06. Pačulija je prosječno postizao 11.7 poena i 7.9 skokova po utakmici te je poziciju startnog centra momčadi zadržao sve do sredine sezone 2006./07. 8. srpnja 2009. Pačulija je potpisao višegodišnji ugovor s Atlanta Hawksima.

## NBA statistika

### Regularni dio
| Godina    | Klub      | Odig. uta. | Uta. poč. | Min. | 2P%  | 3P%  | Sl. bac.% | Skok. | Asist. | Ukr. lop. | Blok. | Poena |
| --------- | --------- | ---------- | --------- | ---- | ---- | ---- | --------- | ----- | ------ | --------- | ----- | ----- |
| 2003./04. | Orlando   | 59         | 2         | 11.3 | .389 | .000 | .644      | 2.9   | .2     | .4        | .2    | 3.3   |
| 2004./05. | Milwaukee | 74         | 4         | 18.9 | .452 | .000 | .746      | 5.1   | .8     | .6        | .5    | 6.2   |
| 2005./06. | Atlanta   | 78         | 78        | 31.4 | .451 | .000 | .735      | 7.9   | 1.7    | 1.1       | .5    | 11.7  |
| 2006./07. | Atlanta   | 72         | 47        | 28.1 | .474 | .000 | .786      | 6.9   | 1.5    | 1.1       | .5    | 12.2  |
| 2007./08. | Atlanta   | 62         | 5         | 15.2 | .437 | .000 | .706      | 4.0   | .6     | .4        | .2    | 5.2   |
| 2008./09. | Atlanta   | 77         | 26        | 19.1 | .497 | .000 | .709      | 5.7   | .7     | .4        | .3    | 6.2   |
| 2009./10. | Atlanta   | 78         | 1         | 14.0 | .488 | .000 | .650      | 3.8   | .5     | .5        | .4    | 4.3   |
| Ukupno    |           | 500        | 163       | 20.1 | .460 | .000 | .729      | 5.3   | .9     | .6        | .4    | 7.1   |

### Doigravanje
| Godina    | Klub    | Odig. uta. | Uta. poč. | Min. | 2P%  | 3P%  | Sl. bac.% | Skok. | Asist. | Ukr. lop. | Blok. | Poena |
| --------- | ------- | ---------- | --------- | ---- | ---- | ---- | --------- | ----- | ------ | --------- | ----- | ----- |
| 2007./08. | Atlanta | 7          | 0         | 15.0 | .280 | .000 | .714      | 2.9   | .3     | .3        | .0    | 4.1   |
| 2008./09. | Atlanta | 11         | 1         | 23.6 | .415 | .000 | .762      | 6.9   | .3     | .4        | .3    | 6.9   |
| 2009./10. | Atlanta | 11         | 0         | 14.6 | .514 | .000 | .625      | 3.5   | .3     | .2        | .6    | 4.6   |
| Ukupno    |         | 29         | 1         | 18.1 | .416 | .000 | .713      | 4.6   | .3     | .3        | .3    | 5.4   |

## Vanjske poveznice
- Službena stranica  Arhivirana inačica izvorne stranice od 25. studenoga 2010. (Wayback Machine)
- Profil na NBA.com
- Profil  Arhivirana inačica izvorne stranice od 19. rujna 2012. (Wayback Machine) na Basketball-Reference.com